# Saint-Germain-sur-Sèves
Saint-Germain-sur-Sèves é uma comuna francesa na região administrativa da Normandia, no departamento Mancha. Estende-se por uma área de 8,19 km². Em 2010 a comuna tinha 167 habitantes (densidade: 20,4 hab./km²).